# Пальма (Мозамбік)
Пальма — місто на північно-східному узбережжі провінції Кабу-Делгаду в Мозамбіку, що лежить на південь від кордону з Танзанією. Місто відоме майстрами з плетіння, кимиларством і прибережними островами. Не виключено, що Пальма стане базою зберігання зрідженого газу для гірничої промисловості Мозамбіку.
24 березня 2021 року збройна група ісламістських екстремістських повстанців напала на Пальму. В результаті понад 35 тис. людей покинули місто. Місто врешті-решт перейшло під владу ІДІЛ 29 березня, хоча бойові дії все ще тривали.